# 가산 카나파니
가산 파이즈 카나파니(아랍어: غسان فايز كنفاني‎, 영어: Ghassan Fayiz Kanafani, 1936년 4월 8일 ~ 1972년 7월 8일)는 팔레스타인인 작가, 언론인, 정치인이다. 아랍권에서 팔레스타인을 대표하는 작가로 꼽힌다. 저서로 《뜨거운 태양 아래서》, 《너에게 남은 모든 것》, 《하이파에 돌아와서》 등이 있다.
1936년 팔레스타인 위임통치령 아크레에서 태어났다. 1948년 팔레스타인 전쟁 때 시온주의 민병대에 의해 퇴거당해 다마스쿠스로 이주하였고, 다마스쿠스의 난민촌에서 학생을 가르치며 아동을 위한 문학을 쓰기 시작했다. 1952년부터 다마스쿠스 대학교에서 아랍 문학을 전공하였으나 주르지 하바시가 주도한 아랍 민족주의 운동에 가담한 것을 이유로 학위를 마치기 전에 추방당했다. 쿠웨이트, 베이루트 등으로 거처를 옮겼으며 그 와중에 마르크스주의로 기울었다.
1961년 덴마크의 교육자, 아동 권리 운동가인 애니 회버(Anni Høver)와 결혼했다. 1963년 소설 《뜨거운 태양 아래서》(Men in the Sun)로 주목을 받았으며, 그해 팔레스타인 해방대중전선에 가입하여 대변인이 되었다.
1972년 베이루트에서 모사드가 차량에 설치한 폭탄이 터져 사망하였다. 이 암살은 팔레스타인 해방대중전선이 가담한 로드 공항 사건에 대한 이스라엘의 보복으로서 수행되었으나, 카나파니에 대한 암살 계획이 그 이전부터 존재했던 것으로 보인다.